# Пасанда

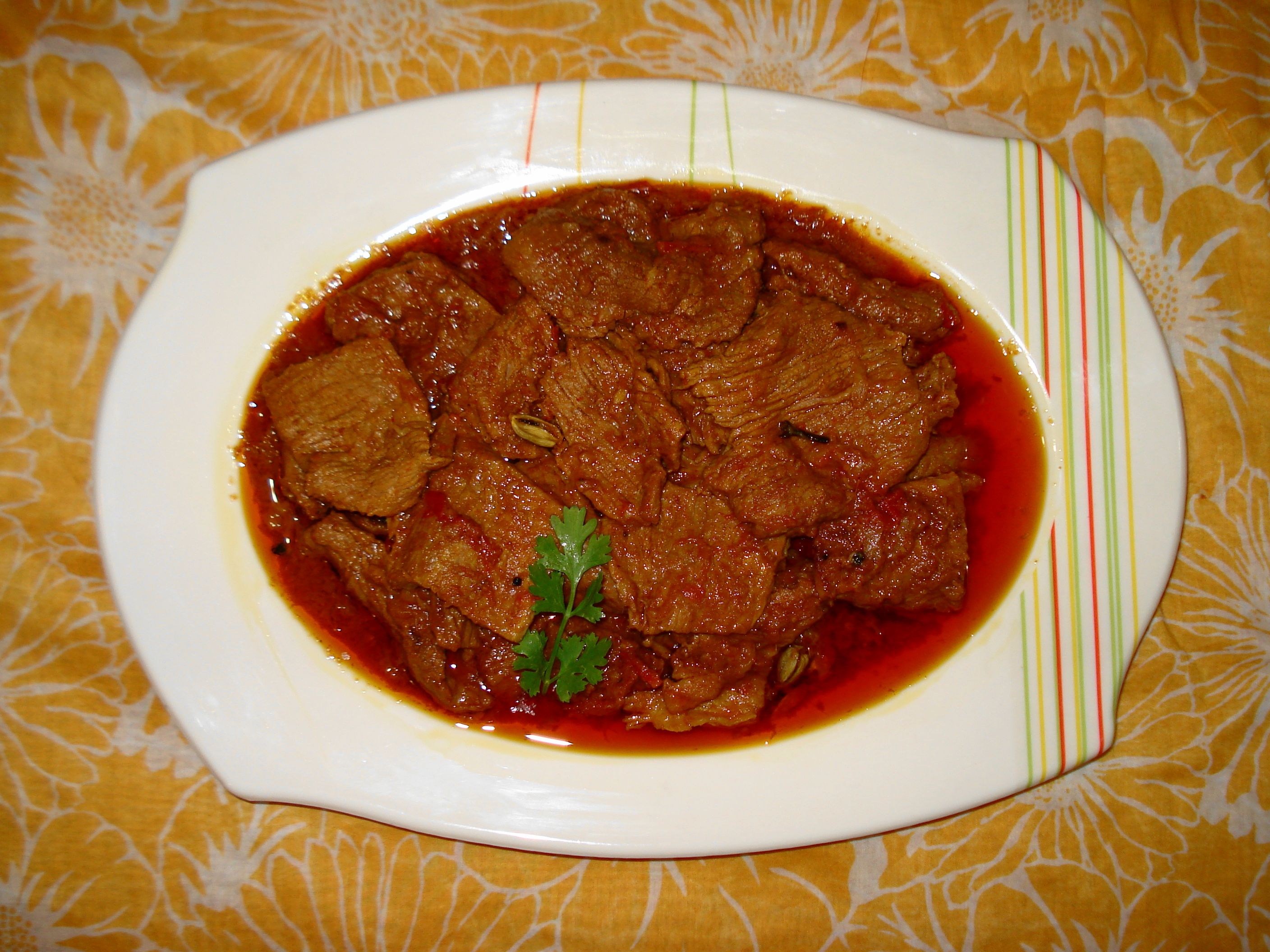
Пасанда

Пасанда — популярна м'ясна страва родом з індійського субконтиненту, зокрема, з Північної Індії, штату Гайдарабаді, а також Пакистану. Походить від страви, яку подають при дворі імператорів Моголів, є характерною для могольської кухні. Назва страви пов'язана зі словом «пасанде», що мовою урду означає «фаворит», «кращий», «улюбленець». За одними даними, це стосується сорту м'яса, який традиційно використовують для пасанди; за іншими — самої страви. Може позначатись як карі.

## Приготування
Спочатку пасанда готувалася з баранячої ноги (м'яса ягняти) або козлятини. М'ясо різалося на смужки, маринувалося й обсмажувалося з багатьма приправами. Нині цю страву також готують із курки та королівських креветок. У Пакистані пасанду зазвичай готують з м'яса задньої частини яловичої туші (раунд-стейку), нарізаного смужками.
Після того, як м'ясо нарізається шматочками, його поміщають у маринад, що складається з йогурту, порошку чилі та численних спецій й приправ: кмин, перець, кардамон, часник. Після кількох годин маринування. М'ясо опускають у каструлю з іншими інгредієнтами, що становлять саму пасанду — цибулею, коріандром, чилі, а іноді та з корицею або чорним перцем. Томлять від 30 хвилин до 1 години. Страва може бути прикрашена помідорами або мигдалем (у цьому випадку його називають бадам пасанда). Його часто подають з білим рисом або коржами наан.
Тип страви, схожий на пасанду, згадується в енциклопедичному трактаті Manasollasa на санскриті (XII століття). Рецепт включав опис: відбити шматочки м'яса, поки вони не стануть досить тонкими, перед тим як готувати їх із йогуртом.

## Варіанти
Хоча пасанду зазвичай подають як окрему м'ясну страву, її також можна приготувати у вигляді кебабу. Пасанду також нерідко відносять до каррі, через соус, приготований з вершків, кокосового молока або йогурту та мигдалю.